# Koningin Fabiolawedstrijd
De Koningin Fabiolawedstrijd is een internationale muziekwedstrijd voor beiaard. 
Naar analogie met de Koningin Elisabethwedstrijd nam de Mechelse beiaardschool in 1988 het initiatief voor het inrichten van een internationale wedstrijd van hoog niveau. Koningin Fabiola was bereid haar meterschap hiertoe te verlenen.
De wedstrijd wordt tegenwoordig om de vijf jaar (eerst om de drie jaar) gehouden en is in zijn soort de belangrijkste competitie ter wereld. De wedstrijd wordt ondersteund door de Vlaamse regering, de provincie Antwerpen en de stad Mechelen.  Aan de eerste prijs is een geldsom van € 3.000 verbonden.
De internationaal samengestelde jury stond tot de editie van 2014 onder voorzitterschap van Jo Haazen en omvatte leden uit onder meer Nederland, Japan, Polen en de Verenigde Staten. De edities van 2014 en 2019 stonden onder leiding van Koen Cosaert, directeur van de Koninklijke Beiaardschool 'Jef Denijn' te Mechelen.

## Laureaten
- 2024 -  Joseph Min, Annie Gao, Anne Lu, Claire Janezic, Oleksandra Makarova
- 2019 -  Alex Johnson, Jasper Depraetere, Margaret Pan, Keiran Cantilina, Peter Bray
- 2014 -  Joey Brink, Brian Tang, Thomas Laue, Rien Donkersloot, Philippe Beullens
- 2008 -  Kenneth Theunissen, Toru Takao, Malgosia Fiebig, Jonathan Lehrer, Monika Kazmierczak
- 2003 -  Twan Bearda, Ana Elias, Liesbeth Janssens, Charles Dairay, Henk Veldman
- 1998 -  Tom Van Peer, Liesbeth Janssens, Ann-Kirstine Christiansen, Stefano Colletti, Frans Haagen, Sergej Gratchev
- 1993 -  Gideon Bodden, Koen Van Assche, Bob van Wely, Ann-Kirstine Christiansen, Kenneth Theunissen, Hylke Banning
- 1990 -  Boudewijn Zwart, Brian Swager, Gildas Delaporte, Abel Chaves, Gideon Bodden, Peter Bremer
- 1987 -  Geert D'hollander, Boudewijn Zwart, John Gouwens, Koen Van Assche, Eddy Marien, Bob van Wely